# Río Pejanda
El río Pejanda es un curso fluvial de Cantabria (España) perteneciente a la cuenca hidrográfica del río Nansa, al cual afluye desde su izquierda. Nace en la ladera sur de Peña Sagra y tiene una longitud de 4,005 kilómetros, con una pendiente media de 9,5º. Da nombre al pueblo de Pejanda.
En su cabecera aparecen grandes bloques de pudinga.